# بنتاديكان
البينتاديكان هو أحد الألكانات الهيدروكربونية وله الصيغة البنائية CH3(CH2)13CH3.

## وصلات خارجية
- شهادة بيانات أمان المواد – بينتاديكان
- بينتاديكان